# Зграда дечјег вртића „Анђа Ранковић” у Вршцу
Зграда дечјег вртића „Анђа Ранковић“ у Вршцу, на Пашићевом тргу број 2, подигнута је у другој половини 19. века. Налази се под заштитом Републике Србије као споменик културе у категорији непокретних културних добара од великог значаја.
Зграду је подигао Светозар Пеша, вршачки адвокат и магистратски фишкал и једно време у згради се налазила прва вршачка пошта. После Првог светског рата била је власништво адвоката Мартина Филипона, затим у њој је смештен средњошколски интернат, а од 1953. године Државни историјски архив, а сада Дечји вртић „Анђа Ранковић“. Грађена је као приземни објекат са основом у облику ћириличног слова „Г“, са стилским одликама романтизма. Главна фасада је симетрично компонована, са наглашеним централним ризалитом и по два нижа бочна поља, чија висина опада према крајевима. Подела фасаде изведена је плитким пиластрима. Средишњи ризалит има три висока полукружно завршена прозора у плитко усеченим нишама и профилисани поткровни венац са фризом аркадица. Над ризалитом је двостепена пуна атика. Пиластри се настављају у ивичне стубове атике који носе украсне вазе. Фасадна поља уз централни ризалит имају по два мања прозора и широки профилисани поткровни венац, док се на крајњим бочним пољима понавља венац са аркадним фризом. Декоративна обрада друге уличне фасаде, са мањим одступањима, понавља облик прозора и поткровног венца главне фасаде.
Конзерваторски радови на објекту изведени су 2005. године.